# Brachylogie
Die Brachylogie (von altgriechisch βραχύς brachys „kurz“ und λόγος logos „Wort“, also etwa „Kurzwortigkeit“) oder die Brevitas (lateinisch für „Kürze“, hier „Sprachkürze“) ist eine kurze, knappe Ausdrucksweise ähnlich der Ellipse in der Linguistik. Diese wird erreicht durch die Auslassung von Satzteilen, die im unmittelbaren Kontext in anderer Form schon vorkommen oder aus dem Satzsinn notwendig ergänzt werden können. Unterarten der Brachylogie sind Apokoinu, Syllepse und Zeugma.

## Beispiel
„Das Tröpflein wird das Meer, wenn es ins Meer gekommen;

Die Seele      Gott, wenn sie in Gott ist aufgenommen.“

Die Unterstreichung (bzw. die Leerstelle) ist hinzugefügt und markiert die Stelle, an der das Wort „wird“ gestrichen wurde.